# Стёпкина, Фёкла Матвеевна
Фёкла Матве́евна Стёпкина (1902, Дорогобуж, Смоленская губерния — 30 мая 1975, Луховицкий район, Московская область) — доярка племенного молочного совхоза «Врачёво Горки» Министерства совхозов СССР Луховицкого района Московской области. Герой Социалистического Труда (1949).

## Биография
Фёкла Стёпкина родилась в 1902 году (по другим данным — в 1903 году) в Дорогобуже. По национальности русская.
Получив начальное образование, состоявшее из четырёх классов, работала дояркой в местном хозяйстве. В 1941 году, с началом Великой Отечественной войны и приближением фронта, вместе с супругом Федосеем и их детьми, 14-летним Володей и 11-летней Катей, участвовала в эвакуации общественного скота в Подмосковье и тогда стала трудиться дояркой в совхозе «Врачёво Горки» Луховицкого района. Вместе с мужем Федосеем увела животных от линии фронта на юго-восточную окраину.
Совхоз «Врачево-Горки» специализировался на молочном животноводстве, и ещё в первые годы советской власти здесь был организован мощный племхоз. Чтобы постоянно повышать надои, ставка была сделана на разведение коров голландской породы, одной из самых продуктивных пород. Ф. М. Стёпкина строго придерживалась зоотехнических и санитарных правил дойки коров. Коров нужно было кормить кормовой свёклой и силосом, а также жомом и шротами. В военное время и в послевоенные годы четвёртой пятилетки, длившейся с 1946 по 1950 год, Фёкла Стёпкина не покидала «Врачево-Горки» и достигала рекордов по удою, полученному от коров голландской породы при четырёхразовой ручной дойке.
В 1948 году Ф. М. Стёпкина получила от восьми коров по 6 386 кг молока, содержащего в среднем 212 кг молочного жира в год.
Указом Президиума Верховного Совета СССР от 9 октября 1949 года доярке Фёкле Матвеевне Стёпкиной было присвоено звание Героя Социалистического Труда с вручением ордена Ленина и золотой медали «Серп и Молот» за получение высокой продуктивности животноводства в 1948 году при выполнении совхозами плана сдачи государству продуктов животноводства и полеводства в выполнении государственного плана развития животноводства по всем видам скота.
Неоднократно принимала участие во Всесоюзной сельскохозяйственной выставке (ВСХВ).
Ф. М. Стёпкина вырастила двух дочерей — Екатерину и Надёжду — и трёх сыновей, среди которых был Владимир. Известно, что дочь Надежда проживала в Белозерске.
По достижении пенсионного возраста она продолжала работать дояркой в совхозе.
Скончалась 30 мая 1975 года. Трудно определить, сколько ей было лет. По словам родственников — 75, по данным печатных изданий — 73 года. По информации из Луховицкого ЗАГСа Главного управления Департамента народонаселения Московской области, ей было и вовсе 68 лет. Более того, неизвестны точный месяц и день рождения Фёклы Стёпкиной.

## Память
27 апреля 2012 года решением № 480/49 Совета депутатов Луховицкого муниципального района Московской области Фёкла Матвеевна Стёпкина была занесена в Книгу почёта Луховицкого муниципального района Московской области.
Учреждена специальная «Премия имени Героя Социалистического труда Стёпкиной Фёклы Матвеевны» в размере 50 тысяч рублей.

## Награды
- Герой Социалистического Труда — указом Президиума Верховного Совета СССР от 9 октября 1949 года;
- Орден Ленина, медаль «Серп и Молот» (9 октября 1949);
- медали ВСХВ.